# Pulversheim
Pulversheim (en alsacià Pulversche) és un municipi francès, situat a la regió del Gran Est, al departament de l'Alt Rin. L'any 2007 tenia 2.900 habitants.

## Demografia
| 1962  | 1968  | 1975  | 1982  | 1990  | 1999  |
| ----- | ----- | ----- | ----- | ----- | ----- |
| 1.729 | 1.856 | 2.130 | 2.006 | 2.021 | 2.266 |

## Administració
| Període   | Identitat          | Partit |
| --------- | ------------------ | ------ |
| 2001-2008 | Louis Feder        |        |
| 2008-     | Jean-Claude Eicher |        |